# Daniela Zeiser
Daniela Zeiser (* 12. September 1983) ist eine ehemalige österreichische Skirennläuferin aus Lassing in der Steiermark. Im Jahr 2000 wurde sie in den ÖSV-Kader aufgenommen.

## Biografie
Zeiser besuchte die Skihandelsschule Schladming und startete für den Skiclub Lassing. Ihr erstes FIS-Rennen fuhr sie im November 1998, der erste Sieg folgte drei Jahre später im Riesenslalom von Bad Hofgastein. Im Europacup ging sie erstmals im Jänner 2000 an den Start, ihren ersten Sieg feierte sie im Slalom in der Sierra Nevada am 13. März 2004. In der Saison 2004/05 erreichte sie mit einem Sieg und neun weiteren Platzierungen unter den besten Zehn den dritten Platz in der Europacup-Gesamtwertung und belegte ebenso Rang drei in der Super-G-Wertung. In der Saison 2006/07 wurde sie Zweite in der Super-Kombinations-Wertung im Europacup. Zwischen 2003 und 2007 war Zeiser als Heeressportlerin im Heeressportzentrum des Österreichischen Bundesheers aktiv.
Im Weltcup startete sie erstmals am 29. Dezember 2004 beim Slalom am Semmering, wo sie Platz 27 belegte. In der Saison 2006/07 folgten dann die ersten Top-20-Ergebnisse im Riesenslalom. Ihre bisher beste Weltcupplatzierung erreichte sie am 24. Februar 2007 beim Riesenslalom in der Sierra Nevada mit Rang neun. Beim Trainingslager des ÖSV-Teams im August 2007 in Neuseeland stürzte Zeiser beim Abfahrtstraining schwer und zog sich einen Kreuz- und Seitenbandriss im linken Knie zu. Sie musste somit die komplette Saison 2007/08 pausieren. Im Frühjahr 2008 gab sie aufgrund einer Schwangerschaft ihren Rücktritt vom aktiven Skirennsport bekannt.

## Erfolge

### Weltcup
- 1 Platzierung unter den besten zehn

### Europacup
- Saison 2004/05: 3. Gesamtwertung, 3. Super-G-Wertung
- Saison 2006/07: 2. Kombinationswertung, 6. Super-G-Wertung
- 9 Podestplätze, davon 3 Siege:

| Datum           | Ort           | Land    | Disziplin |
| --------------- | ------------- | ------- | --------- |
| 13. März 2004   | Sierra Nevada | Spanien | Slalom    |
| 7. März 2005    | Roccaraso     | Italien | Super-G   |
| 13. Jänner 2006 | St. Moritz    | Schweiz | Super-G   |

### Juniorenweltmeisterschaften
- Briançonnais 2003: 21. Super-G, 25. Abfahrt

### Weitere Erfolge
- 2-fache österreichische Jugendmeisterin (Kombination 2000, Super-G 2002)
- 6 Siege in FIS-Rennen (5 × Riesenslalom, 1 × Slalom)